# ژان میشل دفایه
ژان میشل دفایه (به انگلیسی: Jean-Michel Defaye؛ ۱۸ سپتامبر ۱۹۳۲ – ۱ ژانویهٔ ۲۰۲۵) پیانیست، آهنگساز و رهبر ارکستر فرانسوی بود که به خاطر همکاری با شاعر، خواننده و ترانه‌سرای فرانسوی، لئو فره شناخته‌شد.
دفایه در ۱ ژانویهٔ ۲۰۲۵، در سن ۹۲ سالگی درگذشت.